# Black International
Black International était une organisation syndicaliste révolutionnaire fondée en 1881, quand les anarchistes, à la suite de Bakounine, rompirent avec Karl Marx après la Première Internationale (le noir est la couleur de l'anarchisme).

## Historique
Elle fut très active dans la grève déclenchée le 1er mai 1884, et qui finit tragiquement par les morts du rassemblement de Haymarket Square à Chicago. À la suite de ces incidents, huit de ses membres furent arrêtés, dont quatre exécutés : August Spies, Albert Parsons, George Engel, Adolph Fischer, Louis Lingg, Michael Schwab, Oscar Neebe et Samuel Fielden.
Après Johann Most et son journal Freiheit, Benjamin Tucker et son Liberty, le mouvement s'affaiblira. Elle est aujourd'hui connue son nom officiel d'origine, Industrial Workers of the World.